# Mevo'ot Jericho
Mevo'ot Jericho (hebrejsky: מְבוֹאוֹת יְרִיחוֹ, doslova „Brána nebo Vstup do Jericha“, anglicky: Mevo'ot Yericho) je izraelská osada a vesnice typu společná osada (jišuv kehilati) na Západním břehu Jordánu v distriktu Judea a Samaří a v Oblastní radě Bik'at ha-Jarden.

## Geografie
Nachází se v nadmořské výšce cca 100 metrů pod úrovní moře v jižní části Jordánského údolí. Jde o satelitní osadu nedaleké vesnice Jitav ležící cca 4 kilometry severním směrem. Mevo'ot Jericho leží jen 7 kilometrů severozápadně od centra palestinského města Jericha, na okraji jeho aglomerace. Osada je na dopravní síť Západního břehu Jordánu napojena pomocí místní komunikace, která pak ústí do lokální silnice číslo 449. Západně od Mevo'ot Jericho se zvedá z příkopové propadliny Jordánského údolí prudký svah hornatiny Samařska.

## Dějiny
Osada Mevo'ot Jericho vznikla až v únoru 1999, kdy byla cca 4 kilometry jižním směrem od Jitav založena na samém okraji palestinské aglomerace Jericha v prostoru využívaném dříve jako základna izraelské armády izolovaná satelitní skupina domů. Původně mělo jít jen o experimentální zemědělskou stanici, která ale získala rys trvalého sídla. Zástavbu v Mevo'ot Jericho tvoří podle vládní zprávy z doby okolo roku 2006 dvacet mobilních karavanů a další provizorní stavby včetně mateřské školy a dvě zděné budovy (včetně rozestavěné mikve).
Jde o neoficiální osadu, která je formálně považována za pouhou součást vesnice Jitav. Fakticky ale jde o samostatnou obec s vlastním zastoupením v Oblastní radě Bik'at ha-Jarden. Zakladateli obce byla skupina aktivistů, která odmítala vyklízení pozic izraelské armády v regionu Jericha. Obyvatelé se částečně zabývají zemědělstvím. V osadě funguje péče o děti v předškolním věku, nábožensky orientovaná mateřská škola je v nedaleké vesnici Jitav. V obci je provizorní synagoga, společenský klub. Většina služeb a infrastruktury se nachází v okolních větších vesnicích. Funguje zde ale speciální vzdělávací ústav pro dívky (גינת עדן) Ulpanat Gan Eden.
Počátkem 21. století nebyla osada stejně jako celá oblast Oblastní rady Bik'at ha-Jarden zahrnuta do projektu Izraelské bezpečnostní bariéry. Izrael si od konce 60. let 20. století v intencích Alonova plánu hodlal celý pás Jordánského údolí trvale ponechat. Budoucnost vesnice Mevo'ot Jericho ale závisí na parametrech případné mírové dohody mezi Izraelem a Palestinci.

## Demografie
Obyvatelstvo obce Mevo'ot Jericho je popisováno v databází rady Ješa jako nábožensky založené. Přesné údaje po demografickém vývoji nejsou k dispozici, protože nejde o oficiálně uznávanou obec. Databáze rady Ješa tu uvádí 65 obyvatel. Organizace Peace Now k roku 2007 v Mevo'ot Jericho uvádí 84 obyvatel.